# عبدالحسین قوام‌السلام
عبدالحسین قوام‌السلام 
از سیاستمداران ایرانی بود، که در دوره دوم بعنوان نماینده نیشابور در مجلس شورای ملی حضور داشت.

وی فرزند روح الامین شیخ الاسلام بوده است .
ابراهیم شیخ الاسلام ،مسعود شیخ الاسلام (ظهیرالاسلام)، فضل الله امین الاسلام 
پدر  ابوالحسن امین الاسلامی و پدر بزرگ مرحوم دکتر حسن امین الاسلامی ،برادران
قوام الاسلام بوده اند.
عصمت الاسلام شیخ الاسلام  همسر محمد رضا مستوفی تنها خواهر وی بوده است
قوام الاسلام دارای دو پسر بنام مؤید قوام و مرتضی قوام و چند دختر بوده است.
مرتضی قوام با والیه نیری (مزین السلطنه)، دختر سلطان حسن میرزا فتح السلطنه و نوه
سلطان حسین میرزا نیرالدوله ازدواج کرده که حاصل این ازدواج دو دختر بنام های پری و فخری و یک پسر بنام ابراهیم قوامی بوده است.